# Gostinu
Gostinu est une commune roumaine située dans le județ de Giurgiu.